# بر دروازه ابدیت (فیلم)
بر دروازهٔ ابدیت (انگلیسی: At Eternity's Gate) فیلمی در ژانر زندگینامه‌ای و درام به کارگردانی جولیان اشنابل است که در سال ۲۰۱۸ منتشر شد. از بازیگران آن می‌توان به ویلم دفو، اسکار آیزاک، مدس میکلسن ،روپرت فرند، و نیلز آرستراپ اشاره کرد.
این فیلم به سال‌های آخر زندگی ونسان ون گوگ می‌پردازد و به‌دنبال رد کردن فرضیهٔ خودکشی این نقاش هلندی است. نام این فیلم نیز از یکی از آخرین نقاشی‌های ون گوگ، تحت عنوان بر دروازه ابدیت برگرفته شده‌است.